# VFTS 243

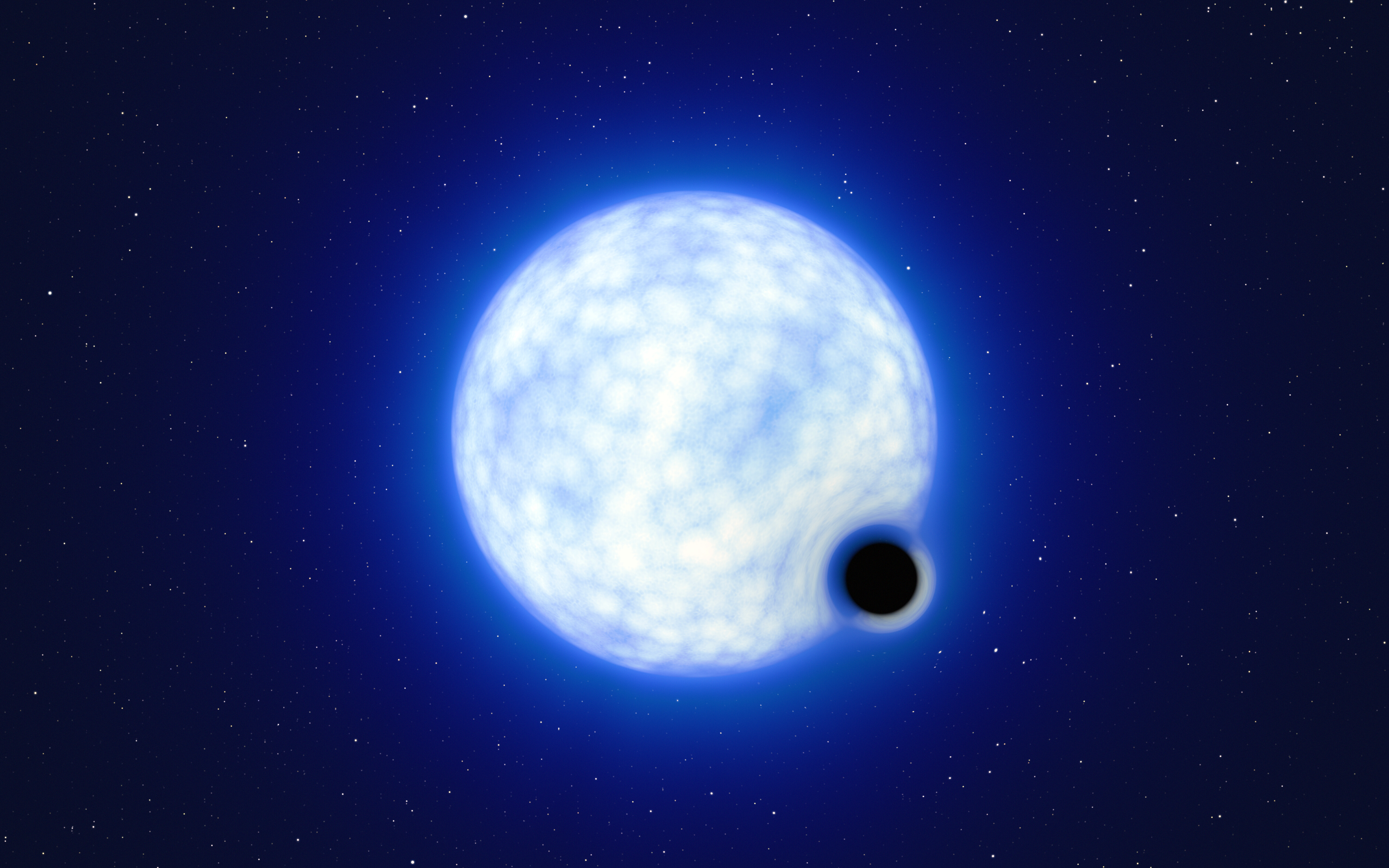
藝術家對VFTS 243的印象。

VFTS 243（2MASS J05380840-6909190）是圍繞恆星質量黑洞運行的O7V型主序星恆星。黑洞的質量大約是太陽的9倍，藍色恆星的質量是太陽的25倍，使恆星體積比黑洞大20萬倍。VFTS 243位於距離地球約16萬光年的大麥哲倫星雲內的蜘蛛星雲（NGC 2070）。該聯星的軌道週期為10.4天。